# 麹 (姓)
麴（きく）は、漢姓のひとつ。『百家姓』の206番目。
麴氏は6世紀はじめから7世紀半ばにかけての高昌国の王であった。

## 文字
簡体字では、姓の場合を除き、「麴」のかわりに同音の「曲」を使うことになっている。
麯は異体字。

## 由来
『元和姓纂』によれば、鞠氏の者が後漢に西平（現在の青海省西寧市）に移って姓を麴に改めたという。後漢末から三国時代の西平の豪族として麴義・麴演などの名が史書に見られる。

## 著名な人物
- 麴義 - 後漢末の武将。西平の人という。
- 麹允 - 西晋末の愍帝の武将。
- 麴嘉 - 500年ごろ、高昌国で馬儒が殺された後に王となった（麴氏高昌）。
- 麹信陵 - 唐の官僚、詩人。白居易の「秦中吟・立碑」に言う「麹令」とは麹信陵をいう。
- 麹祥 - 明初の人。14歳のときに倭寇にさらわれ、日本で働いたという[2]。

なお、酒を擬人化して麹生・麹居士・麹道士などと呼ぶことがあった。

## 韓国
麹（クク、朝鮮語: 국）は、朝鮮人の姓の一つである。2015年の韓国の調査によると、17人がいる。

### 氏族
2015年の韓国の調査によると、潭陽麹氏は14人がおり、残りの3人の本貫は不明である。